# Танин
Танините са клас полифенолни биомолекули, които се свързват към и утаяват протеини и други органични съединения като аминокиселини и алкалоиди. Името им произлиза от латинското tannum, означаващо „дъбова кора“, тъй като в миналото се е използвала кора от дъб или други дърво за щавене на животинска кожа. Понякога терминът се използва за всяко голямо полифенолно съединение, съдържащо достатъчно хидроксили и други подходящи групи (като карбоксили), образуващи здрави комплекси с различни макромолекули.
Танинови съединения се съдържат в много видове растения, в които играят защитна роля срещу хищници и спомагат за регулирането на растежа. Именно на танините се дължи сухото усещане в устата след консумация на неузрял плод, червено вино или чай. Унищожаването или модифицирането на танините играе важна роля при определянето на времето за прибиране на реколтата.
Танините имат молекулна маса, варираща от 500 до 3000 (естери на галова киселина), а в някои случаи дори до 20 000 (проантоцианидини).

## Структура и класификация
Съществуват три основни класа танини. По-долу е показан мономерът на танина. В частност, при танините, добити от флавони, базата трябва допълнително да бъде силно хидроксилирана и полимеризирана, за да може да им се придаде голямата молекулна маса, която характеризира танините. Обикновено таниновите молекули се нуждаят от поне 12 хидроксилни групи и поне 5 фенилови групи, за да могат да функционират като свързващи вещества на протеини.
| Мономер:      | Галова киселина       | Флороглюцинол    | Флаван-3-олов скелет              |
| Клас/полимер: | Хидролизируеми танини | Флоротанини      | Кондензирани танини и флобатанини |
| Източници     | Растения              | Кафяви водорасли | Растения и сърцевините на дървета |

Олигостилбеноидите са олигомерни форми на стилбеноидоите и също представляват клас танини.

## История
Елагиновата киселина, галовата киселина и пирогаловата киселина са открити за пръв път от химика Анри Браконо през 1831 г.:с. 20 Юлиус Нойбронер е първият, синтезирал елагинова киселина чрез нагряване на галова киселина с арсенова киселина.:с. 20 Максимилиан Ниеренщайн изучава естествените феноли и танини, които се срещат в различни растителни видове. Работейки с Артур Джордж Пъркин, той приготвя елагинова киселина от дребни плодове през 1905 г. През 1915 г. той изказва предположение, че тя се образува от галова киселина и глицин чрез хлебен мухъл. Той доказва и наличието на катехин в зърната какао през 1931 г. През 1945 г. показва, че лутеиновата киселина, молекула, срещаща се в танина на плодовете на Terminalia chebula, е междинно съединение в синтеза на елагинова киселина. По това време молекулните формули се определят чрез анализ на горене. Откритието през 1943 г. на хартиената хроматография предоставя начин за изследване на фенолните съставки на растенията, както и тяхното разделяне и идентификация.

## Разпространение
Танините се срещат в различни видове от растителното царство. Често срещани са както при голосеменните, така и при покритосеменните. Повечето семейства двусемеделни са съставени от видове, които не съдържат танини. Сред семействата, съдържащи танин, се открояват: Aceraceae, Actinidiaceae, Anacardiaceae, Bixaceae, Burseraceae, Combretaceae, Dipterocarpaceae, Ericaceae, Grossulariaceae, Myricaceae, Najadaceae и Typhaceae. При Буковите 73% от изследваните видове съдържат танин. При Mimosoideae около 39% от изследваните видове съдържат танин. Сред Картофовите и Сложноцветните танин присъства съответно в 6% и 4% от видовете.
Най-изобилните полифеноли са кондензираните танини, които се срещат във всички семейства растения и представляват до 50% от сухото тегло на листата. Може да има загуба в биологичното наличие на други танини в растенията, поради птици, вредители и други патогени.

### В почвата
Конвергентната еволюция на танинсъдържащи растителни общества се случва върху киселинни почви с ниско съдържание на хранителни вещества. В миналото се е смятало, че танините функционират като противотревопасна защита, но все повече еколози днес ги считат за важни регулатори при процесите на разлагане и азота. С нарастващото безпокойство покрай глобалното затопляне има голям интерес да се разбере по-добре ролята на полифенолите като регулатори на въглеродния цикъл, в частност в северните бореални гори.
Листната постеля и другите разлагащи се части на новозеландското дърво каури се разграждат много по-бавно, отколкото тези на други видове. Освен киселинността си дървото е богато на вещества като восъци и феноли, най-вече танини, които са вредни за микроорганизмите.

### Във водата и дървесината
Процеждането на високо разтворими танини във водата от разлагаща се растителност и шума може да доведе до тъмен цвят у водоемите. Водата, изтичаща от тресавища, има характерен кафяв цвят от разтворените в нея торфни танини. Наличието на танини (или хуминова киселина) във водата я кара да мирише лошо и да има горчив вкус, но това да не я прави негодна за пиене.
Танините, процеждащи се от непригодена дървена украса за аквариум, могат да понижат нивата на pH на водата и да ѝ придадат оттенък, подобен на чай. За да се избегне това, е нужно дървото във водата да се извари няколко пъти, като всеки път се подменя водата. Добавянето на сода бикарбонат към водата, за да се вдигне нивото ѝ на pH, би ускорило процеса на процеждане на танин.
Таниновата киселина има кафяв цвят, така че по принцип бялата дървесина има ниско съдържание на танин. Дървесината с жълт, червен или кафяв свят обикновено съдържат голямо количество танин.

## Добиване
Няма универсален начин за екстракция на танини от растения. Процедурите могат да са коренно различни. Възможно е ацетонът в екстракционния разтворител да повишава общия добив като възпрепятства взаимодействието между танините и протеините в хода на процеса или дори да разрушава водородните връзки в танин-протеиновите комплекси.